# لیو زیگه
لیو زیگه (به انگلیسی: Liu Zige) (زادهٔ ۳۱ مارس ۱۹۸۹) شناگر اهل چین است.